# Родослов Немањића
Немањићи су српска средњовековна династија која је владала Србијом од XII до XIV века.
Династија је названа по Стефану Немањи, оснивачу династије.

## Владарска лоза Немањића
Династија је дала једанаест владара, који су владали Србијом од (1166)1168. до 1371. године:
Владари:
- велики жупан Стефан Немања, велики жупан 1166-1196.
- краљ Стефан Првовенчани, велики жупан 1196-1217., краљ Србије 1217-1228. (са прекидом)
- краљ Стефан Радослав, краљ Србије 1228-1234.
- краљ Стефан Владислав, краљ Србије 1234-1243.
- краљ Стефан Урош I, краљ Србије 1243-1276.
- краљ Стефан Драгутин, краљ Србије 1276-1282., касније краљ Срема
- краљ Стефан Урош II Милутин, краљ Србије 1282-1321.
- краљ Владислав II, 1321-1325. краљ Срема, и непризнати краљ Србије
- краљ Стефан Урош III Дечански, краљ Србије 1321-1331.
- цар Стефан Урош IV Душан, краљ Србије 1331-1346., цар Срба, Бугара и Грка 1346-1355.
- цар Стефан Урош V Нејаки, цар Србије 1355-1371.

Остали владари:
- велики жупан Вукан Немањић, непризнати велики жупан 1202-1204.
- краљ Константин Немањић, непризнати краљ 1321—1322.
- царица Бугарске Ана Неда, савладарка сину Ивану Стефану 1330-1331.
- цар Симеон (Синиша) Урош Палеолог, цар Епира 1359-1366, цар Тесалије 1359-1371.
- цар Јован Урош Палеолог, цар Епира 1371-1372.
- кнегиња Милица Хребељановић, савладарка сину Стефану 1389-1393.

## Везе са другим династијама
Немањићи су по оснивачу династије Стефану Немањи повезани са Вукановићима по мушкој линији и са Војислављевићима по женској линији.
Након смрти Уроша Нејаког династија није имала директних потомака, али се наставља бочном, женском линијом у династију Лазаревића, а касније и Бранковића, који владају делом Срба до прве половине шеснаестог века.

### Бочна епирска линија Немањића, по мушкој линији
Симеон Синиша је син Стефана Дечанског из брака са Маријом Палеолог, па се осећао више Грком него Србином. Од Душана је на управу добио Епир којим је владао до 1369. године као самостални деспот. Имао је два сина Стефана и Јована Уроша који је као монах Јосаиф основао Метеоре и са његовом смрћу 1423. године изумире ова бочна линија Немањића.

### Бочна линија Немањића, по женској линији
Бочна линија Немањића, по женској линији, унуке Немањиног сина Вукана Милице:
- кнез Лазар Хребељановић (1371—1389)
- Деспот Стефан Лазаревић (1389—1427)

Кћерка кнеза Лазара, Мара удала се за великаша Вука Бранковића и са њим имала потомке који су владали Србијом:
- Деспот Ђурађ Бранковић (1427—1456)
- Деспот Лазар Бранковић (1456—1458)
- Деспот Стефан Бранковић (1458—1459)

## Чланови династије Немањић
Завида Вукановић (?—после 1127). Оженио се принцезом из породице Војислављевића.
1. Тихомир (—1168), велики жупан.
  1. Стефан Првослав, жупан.
2. Страцимир (—после 25. новембра 1189), владао областима око Западне Мораве.
3. Мирослав, хумски кнез. Оженио се сестром бана Кулина.
  1. Тољен
  2. Андрија, хумски кнез
    1. Богдан (—после 1252), жупан
    2. Ђорђе (—после 1280)
    3. Радослав (—после 22.05. 1254), жупан
    4. Вукослава, удата за Барба Крусића
    5. Драгослава, удата за Драга

  3. Петар, кнез Хума и касније Сплита
4. Стефан Немања (Свети Симеон Мироточиви) (око 1113—13.02. 1199), велики жупан ((1166)1168—1196). Оженио Ану (Света Анастасија Српска).
  1. Вукан (Вук) Немањић (—после 1208/1209), велики кнез и краљ Зете (1186/1189 — 1208) и велики жупан (1202—1204).
    1. Ђорђе Немањић (—после 21.08. 1242), владар Зете (1208 — 1242)
    2. Стефан Немањић
      1. Константин Стефан Немањић

    3. Дмитар (Димитрије) Немањић (Свети Давид)
      1. Вратислав Немањић
        1. Вратко Немањић, жупан и кнез.
          1. Никола Немањић (—1379), жупан.
          2. Милица Немањић, удата за Лазара Хребељановића.

    4. Владин Немањић

  2. Стефан Првовенчани (Симон) (—1228), велики жупан (1196—1217) и краљ (1217 — 1228). Оженио 1191. године Евдокију, ћерку Алексија III Анђела, коју је 1200/1201. отерао. Између 1204. и 1207. године био у браку са непознатом супругом. Оженио 1207/1208. године Ану Дандоло (—1255), унуку млетачког дужда Енрика Дандола.
    1. Стефан Радослав Немањић (живео до после 1235), краљ 1228-1234. Замонашио се као монах Јован. Оженио Ану Комнину, ћерку солунског деспота и цара Теодора I Анђела.
    2. Комнина Немањић, удата прво за Димитрија, затим за Гргура Комона.
    3. Стефан Владислав Немањић, краљ 1234-1243. Оженио Белославу, ћерку бугарског цара Асена II.
      1. Стефан Немањић
      2. Деса Немањић
      3. Непозната ћерка, удата за Ђуру Качића.

    4. Предислав Немањић, епископ хумски, архиепископ српски Сава II 1263-1270.
    5. Стефан Урош I Немањић (?-1277), краљ 1243-1276. Замонашио се као монах Симон. Око 1255. оженио Јелену Анжујску (?-1314).
      1. Стефан Драгутин Немањић (?-1316), краљ 1276-1282, сремски краљ 1282-1316. Замонашио се као монах Теоктист. Око 1270. оженио Каталину, ћерку угарског краља Иштвана V.
        1. Јелисавета Немањић, удата за Стефана I Котроманића
        2. Непозната ћерка, удата за Павла Шубића.
        3. Катарина
        4. Маргарита
        5. Урса
        6. Стефан Владислав Немањић. Прво 1293. оженио Ану Морозину, а касније непознату ћерку ердељског војводе Ладислава Апора.
        7. Урошиц Немањић, који се замонашио као монах Стефан.

      2. Стефан Урош II Милутин Немањић (?-1321), краљ 1282-1321. Прво оженио Јелену, српкињу властеоског рода, затим 1282. непознату ћерку господара Тесалије Јована I Анђела, затим 1283. Јелисавету, ћерку угарског краља Иштван V, затим 1284. Ану, ћерку бугарског цара Георгија I Тертера, и 1299. Симониду, ћерку византијског цара Андроника I Палеолога.
        1. Стефан Урош III Дечански Немањић (?-1331), краљ 1321-1331. Прво оженио Теодору, ћерку бугарског цара Смилца, а затим Марију, ћерку византијског паниперсеваста Јована Палеолога.
          1. Стефан Урош IV Душан Немањић (?-1355), краљ 1331-1345., цар 1345-1355. 1332. оженио Јелену (?-1376), сестру бугарског цара Јована Александра. Замонашила се као монахиња Јелисавета.
            1. Стефан Урош V Немањић (?-1371), цар 1355-1371. 1360. оженио Ану, ћерку влашког војводе Александра, касније замонашену као монахиња Јелена.

          2. Душица Немањић
          3. Симеон (Синиша) Палеолог, оженио Томаису, ћерку Јована II Орсинија и Ане Палеолог
            1. Јован Урош
            2. Стефан Дука, оженио ћерку Франческа Ђорђија, маркгрофа Бодонице
            3. Марија Ангелина, удата за Тому Прељубовића, деспота Јањине, а затим за Исаила дел Буонделмонти

          4. Јелена Немањић, удата за Младена III Шубића.
          5. Теодора Немањић, монахиња Евдокија, удата за Деспота Дејана.

        2. Ана (Неда, Доминика) Немањић, удата за Михајла Шишмана.
        3. Царица Зорица
        4. Константин Немањић

      3. Брнча Немањић
      4. Стефан Немањић

  3. Растко Немањић (1175—1236), замонашио се као монах Сава, архиепископ српски од 1219. Канонизован као свети Сава, први архиепископ српски (прославља се 27. јануара).
  4. Непозната ћерка, удата за Манојла Анђела.
  5. Непозната ћерка, удата за непознатог Асена.